# 고라이섬
고라이섬(일본어: 高麗島 고려도)는 일본 나가사키현 고토 열도 오지카섬의 서쪽에 있는 고라이 연안(高麗瀬)에 있었다고 있었다고 전해지는 전설상의 섬이다. 이 섬은 번영했으나 어느날 못된 사람이 돌부처를 빨간색으로 칠하자 섬이 그만 가라 앉고 말았다고 전해진다.
이 전설은 오지카섬(小値賀島) 외에도, 우쿠지마섬(宇久島), 히사카섬(久賀島), 후쿠에섬(福江島)등에도 퍼져있다.

## 같이 보기

### 전설상의 섬
- 카모섬(鴨島)
- 우류섬, 히사미쓰섬 - 오이타현 벳푸만에 있었던 것으로 보이는 섬들이다.